# Ferguson (Missouri)
Ferguson je město v okrese St. Louis ve státě Missouri ve Spojených státech amerických. Leží severozápadně od města St. Louis, do jehož metropolitní oblasti spadá.

## Dějiny
Dějiny Fergusonu začínají v roce 1855, kdy William B. Ferguson poskytl železniční společnosti Wabash Railroad část svých pozemků a osada, která vznikla kolem nové stanice, byla pojmenována po něm.
Od roku 1894 je Ferguson městem.
V roce 2014 propukly ve městě rozsáhlé nepokoje po zastřelení černošského mladíka Michaela Browna policistou.

## Demografie
Podle sčítání lidu z roku 2010 zde žilo 21 203 obyvatel.

### Rasové složení
- 29,3% Bílí Američané
- 67,4% Afroameričané
- 0,4% Američtí indiáni
- 0,5% Asijští Američané
- 0,0% Pacifičtí ostrované
- 0,4% Jiná rasa
- 2,0% Dvě nebo více ras

Obyvatelé hispánského nebo latinskoamerického původu, bez ohledu na rasu, tvořili 1,2% populace.